# ليوبومير فيسا
ليوبومير فيجسا (بالسيريلية الصربية: Љубомир Фејса) وهو لاعب كُرة قدم صربي في مركز الدفاع ولد في يوم 14 أغسطس 1988 في مدينة فرباس في صربيا وسبق له اللعب مع بنفيكا في البرتغال وأوليمبياكوس في اليونان وبارتيزان وهايدوك كولا في صربيا و النادي الأهلي السعودي ولعب مع منتخب صربيا لكرة القدم ويبلغ طوله 185 سم.

## روابط خارجية
- ليوبومير فيسا على موقع الاتحاد الدولي (مؤرشف)  (الإنجليزية)
- ليوبومير فيسا على موقع الاتحاد الأوربي (الإنجليزية)
- ليوبومير فيسا على موقع قاعدة بيانات كرة القدم.إي يو (الإنجليزية)
- ليوبومير فيسا على موقع ناشيونال فوتبول تيمز (الإنجليزية)
- ليوبومير فيسا على موقع Soccerway.com (الإنجليزية)
- ليوبومير فيسا على موقع اللجنة الأولمبية الدولية (الإنجليزية)
- ليوبومير فيسا على موقع أوليمبيديا (الإنجليزية)
- ليوبومير فيسا على موقع AS.com (الإسبانية)